# Simcha Rothman
Simcha Dan Rothman (en hebreo: שִׂמְחָה דָּן רוֹטְמָן) (Bnei Brak, 13 de agosto de 1980) es un abogado y político israelí.Actualmente es miembro de la Knéset por el Partido Sionista Religioso y presidente del Comité de Constitución, Derecho y Justicia de la Knéset.

## Biografía
Rothman nació en una familia que había inmigrado a la Palestina Mandataria desde Cleveland a principios del siglo XX. Para su servicio militar obligatorio estudió en la Yeshivat Kerem B'Yavneh vía Hesder, pero luego fue dado de baja del servicio militar obligatorio por razones médicas.Se ofreció como voluntario para el servicio activo y sirvió durante 13 meses como suboficial de asuntos religiosos en la Escuela de Ingeniería Militar.[cita requerida]
Después de obtener un LLB en la Universidad Bar-Ilan estudió una maestría en derecho público en la Universidad de Tel Aviv y la Universidad Northwestern.
Fundó el Movimiento por la Gobernabilidad y la Democracia en 2013. Crítico del juicio por corrupción de Benjamín Netanyahu ha hecho campaña a favor de una legislación que permita al gobierno anular la Corte Suprema y apoya la inmunidad procesal para los primeros ministros en funciones.
Antes de las elecciones de la Knéset de 2021, Rothman ocupaba el cuarto lugar en la lista del Partido Sionista Religioso y fue elegido miembro de la Knéset cuando el partido obtuvo seis escaños.[cita requerida]
En 2023, tras la formación del trigésimo séptimo gobierno de Israel, Rothman fue nombrado presidente del Comité de Constitución, Derecho y Justicia de la Knéset, donde dirigió los esfuerzos para reformar el poder judicial de Israel que desencadenaron las protestas por la reforma judicial israelí de 2023. 
Rothman está casado y tiene cinco hijos.